# Fimbristylis sumbaensis
Fimbristylis sumbaensis är en halvgräsart som beskrevs av Jisaburo Ohwi. Fimbristylis sumbaensis ingår i släktet Fimbristylis och familjen halvgräs. Inga underarter finns listade i Catalogue of Life.